# Хропко Петро Панасович
Хропко́ Петро Панасович (народився 15 березня 1928 у селі Прихідьки Пирятинського району Полтавської області — помер 8 січня 2003 в місті Київ) — український філолог і педагог, доктор філологічних наук, професор Національного педагогічного університету ім. М. Драгоманова, академік Академії педагогічних наук України, Заслужений діяч науки і техніки України. Автор підручників з української літератури для середньої школи і педагогічних вузів.

## Життєпис
Батько Петра Хропка самотужки здобув фах учителя початкової школи, мати — селянка. Дитинство минуло на хуторі Скочак, а потім селі Корніївка Гребінківського району на Полтавщині.
Закінчивши у 1946 року зі срібною медаллю Гребінківську середню школу, упродовж чотирьох років навчався на мовно-літературному факультеті Київського державного педагогічного інституту ім. О. М. Горького.
У 1950—1951 працював викладачем української мови і літератури Самбірського педагогічного училища на Львівщині. Потім у 1951—1954 роках був аспірантом кафедри української літератури Київського педінституту ім. О. Горького, працюючи над підготовкою кандидатської дисертації «Повість Михайла Коцюбинського „Fata morgana“», яку захистив у 1955 році.
З 1954 року Петро Панасович працював на кафедрі української літератури Київського педагогічного інституту імені О. М. Горького (з 1997 р. Національний педагогічний університет імені Михайла Драгоманова), де читав курси вступу до літературознавства, українського фольклору, історії української літератури ХІХ-ХХ століть, теорії літератури. У 1973 захистив дисертацію «Енеїда» Івана Котляревського і становлення реалізму в українській літературі перших десятиріч ХІХ ст.", здобувши науковий ступінь доктора філологічних наук. З 1974 року Петро Панасович — професор кафедри української літератури, а з вересня 1976 р. — її незмінний завідувач.

## Наукова діяльність
Педагогічну працю поєднував з науковою діяльністю. Йому належить більше 300 наукових праць з історії й теорії української літератури, зокрема, дослідження творчості Івана Котляревського, Анатолія Свидницького, Панаса Мирного, Олекси Стороженка, Лесі Українки, Степана Васильченка, Бориса Грінченка тощо. Автор багатьох статей УРЕ та Шевченківського словника.
Мав свою наукову школу і виховав не один десяток кандидатів і докторів філологічних наук. Академія педагогічних наук України обрала його дійсним членом (1992).

## З творчого доробку Петра Хропка
1. Повесть «Fata morgana» М. Коцюбинского: Автореф. дис. канд. филол. наук /АНУССР. Ин-т лит. — К., 1955. — 16 с.
2. До питання про прийоми типізації в повісті «Fata morgana» М. Коцюбинського /Київ.пед.ін-т. — К., 1958. — 24 с.
3. Іван Петрович Котляревський: Літ. портрет. — К.: Держ. вид-во художньої літ., 1958. — 96 с.
4. Іван Петрович Котляревський: Літ. портрет. — 2-е видання., допов.- К.: Держ. вид-во худ. літ., 1961. — 104 с.
5. Історія української літератури: Літ. першої половини ХІХ ст.: Підруч. для студ. філол. фак. ун-тів і пед. ін-тів /Відп. ред. П. К. Волинський; Київ. пед. ін-т. — К.: Рад.школа., 1964. -575 с. Співавт. П. К. Волинський, Ю. С. Кобилецький, І. І. Пільгук.
6. Один з перших українських псьменників: Петро Гулак-Артемовський // Наша культура. — Варшава, 1965. — № 10. — С. 6-7
7. Історія української літератури: Літ. другої половини ХІХ ст.: Підруч. для студ. фак. мови і літератури пед. ін-тів /Відп. ред. І. І. Пільгук. — К.: Рад.школа., 1966. -5764 с. Співавт. І. І. Пільгук, П. К. Волинський, Ф. М. Поліщук, М. У. Походзіло
8. Іван Петрович Котляревський: Біограф. нарис. — К.: Дніпро, 1969. — 104 с.
9. Безсмертне слово І. П. Котляревського: (До 200-річчя з дня народж.) // Укр. мова і літ. в школі. — 1969. — № 9. — С. 6-14
10. Новаторство І.Котляревського у розвитку бурлеска // І. П. Котляревський та українська література і мова: Доп. на міжвуз. наук. конф. присвяч. 200-річчю від дня народження І. П. Котляревського. — К., 1971. — С. 23-34
11. Драматургія С. Васильченка і народна пісня // Українська мова і літ. в шк. — 1971. — № 8. — С. 12-19
12. Українська драматургія першої половини ХІХ століття: Навч. посібник для студ. філол. фак. пед. ін-тів / Київ. пед. ін-т — К., 1972. — 132 с.
13. «Энеида» И. Котляревского и становление реализма в украинской литературе первых десятилетий ХІХ века: Автореф. дис.д-ра филол. наук / Киев. пед. ин-т. — К., 1973. 60 с.
14. Жанрові особливості драматичних творів Лесі Українки // Леся Українка: Публ., ст., дослідження: (Матеріали ювіл. Респ. наук. конф.) _ К., 1973. — 60 с.
15. Реалістичні тенденції прози Г. Ф. Квітки-Основ'яненка //Укр. мова і літ. в шк. -1973. — № 3 — С. 10-17. — (Питання філології)
16. Реалізм Панаса Мирного /Т-во «Знання» УРСР. — К., 1974. — 22 с.
17. «Вершники» Ю. Яновського і «Тронка» О.Гончара: Про типологію новелістичного роману // Укр. мова і літ. в шк. — 1974. — № 11. — С. 11-16
18. Творчість Г.Квітки-Основ'яненка у 8 кл. // Укр. мова і літ. в шк. — 1976. — № 10. — С. 56-65
19. Вивчення художньої майстерності «Енеїди» І.Котляревського // Укр. мова і літ. в шк.- 1977. — № 9. — С. 37-43
20. Жанрово-композиційна специфіка оповідання і новели: На матеріалі зіставлення творів Л. Мартовича і В. Стефаника // Укр. мова і літ. в шк. — 1978. — № 2. — С. 13-19
21. Розвиток українського театру і драматургії в 70-90-х роках ХІХ століття // Укр. мова і літ. в шк.- 1978. — № 10. — С. 52-60
22. Новий рубіж в освоєнні художньої спадщини Івана Франка // Рад. літературознавство. — 1981. — № 8. — С. 49-59
23. «Тут ніби говорив сам народ»: (До аналізу «Народних оповідань» М. Вовчка) // Укр. мова і літ. в шк. — 1981. — № 3. — С. 31-38
24. «Мудр народ, і житиме віками. В трудах і битвах вихована Русь»: (Тема Києва в драм. поемах І Кочерги) // Укр. мова і літ. в шк. — 1982. — № 5. — С. 45-52
25. На засадах реалізму і народності: (Харківські тенденції розвитку укр. драматургії і театру 80-90-х рр. ХІХ ст.) // Укр. мова і літ. в шк. — 1982. — № 10. — С. 11-19
26. Комедія «Хазяїн» у контексті драматургії І. Карпенка-карого // Укр. мова і літ. в шк. — 1983. — № 11. — С. 24-31
27. Українська література в 9 кл.: Посібник для вчителя. — К.: Рад. шк., 1985. — 208 с. — Співавт.: В. М. Борщевський, Ф. М. Борщевський, О. Р. Мазуркевич, В. К. Рудик, В. В. Фещак
28. Анатолій Свидницький // Свидницький А. Роман; Оповідання: нариси. — К., 1985. С.5-26. — Передмова http://www.myslenedrevo.com.ua/uk/Lit/S/SvydnyckyA/Studies/Xropko.html [Архівовано 3 січня 2018 у Wayback Machine.]
29. Світло любові до людини: (До висвітлення гуманіст. пафосу прози С.Васильченка) // Укр. мова і літ. в шк. — 1985. — № 4. — С. 23-30
30. Грінченко Б. Вибрані твори. — К.: Дніпро, 1987. — 462 с., портр. — упоряд. предм. та приміт.
31. проза Бориса Грінченка // Грінченко Б. Вибрані твори. — К.: 1987. — С. 5-17. — Передмова
32. Романи І. Нечуя-Левицького з життя інтелігенції: (До 150-річчя з дн народж. письменника) // Укр. мова і літ. в шк. — 1988. — № 11. — С. 3-10
33. Творчість Олекси Стороженка в контексті української прози і літературно-критичної думки // Рад. літературознавство. — 1988. — № (. — С. 15-23
34. Олекса Стороженко і йогоо літературна спадщина // Стороженко О. Марко Проклятий: Повість; Оповідання. — К., 1989. — С. 5-20. — Передмова
35. Панас Мирний // Мирний П. Твори: У 2- т. — К., 1989. — Т. 1. Оповідання; Повісті; Роман; Дрматичні твори (1872—1898). _ С. 5-28. — Передмова
36. Циклізація творів як ідейно-художній принцип композиції збірок І.Франка «Мій Ізмарагд» та «Давнє і нове» // Наук. зап. / Культ. союз укр. трудящих ЧССР. — Пряшів, 1990. — Т. 15/16. — С. 37-45
37. І прадіди в струнах бандури живуть: Укр. романт. поезія першої половини ХІХ ст.: Збірник: Для серед. та ст. шк. віку. — К.: Веселка, 1991. — 240 с.
38. Історія української літератури кінця ХІХ-почХХ ст.: Підруч. для студ. пед. ін-ів. — К.: Вища школа., 1991. 511 с. — Співавт.: П. І. Орлик, О. Д. Гнідан, В. Ф. Погребенник
39. Літературна освіта старшокласників // Вісн. Акад. пед. наук України. — 1993. № 1. — С. 123—132
40. Учитель учителів: (До 100-річчя з дня народження П. К. Волинського) // Слово і час. — 1993. — № 12. — С. 21-23
41. Проблеми літературознавчої підготовки вчителів-словесників // Педагогіка і психологія: Вісн. Акад. пед. наук України. — 1994. — № №. — С. 81-90
42. Українська література: Посібник для старошкл. і абітурієнтів / за ред. М. К. Наєнка. — К.: Либідь, 1995. — 368 с. Співавт.: Ф. С. Кислий, М. І. Дубина, І. Р. Семенчук та ін.
43. Проза Олександра Кониського // Дивослово. — 1996. — № 1. С. 10-13
44. Художній світ поезії Володимира Самійленка: (Матеріал для факульт. заняття в 10 кл.) // Дивослово. — 1996. — № 4. — С. 34-38
45. Духовні криниці: Укр. літ. (70-90 олки ХІХ ст.): Хрестоматія для 10 кл. серед. шк., ліцеїв, гімназій, коледжів. Ч.1 та 2 — К.: Освіта, 1997. Упоряд.-співавтор Г.Ф Семенюк
46. Українська література: Підруч. для 10 кл. — 2-е вид., перероб. і допов. — К.: Освіта, 1997. — 528 с.
47. Українська література: Підруч. для 10 кл. серед. шк., ліцеїв, гімназій та коледжів. 3-є вид. К.: Освіта, 1998. — 528 с. http://www.twirpx.com/file/922523/
48. Українська літкратура перших десятиріч ХІХ століття в історично-культурному контексті: Навч. посібник для старшокл., студ. та вчителів. — К.: Ковчег, 2001. — 60 с.

## Відзнаки
За значний внесок у розвиток літературознавчої науки Указом Президента України в 1995 р. йому присвоєно почесне звання Заслуженого діяча науки і техніки України.